# 출결
출결(出缺)은 특정한 자리에 참석하거나, 빠지는 출석 및 결석 행위를 말한다.

## 대리 출결
대리 출결이란 일반적으로 학교 수업, 모임 등에 실제 그 자리에 있어야 할 사람이 아닌 다른 사람이 대신 가서 출석을 대신해주는 것을 의미한다. 대리 출석 사실이 적발되면 그에 상응하는 처벌을 받기도 한다.